# Толида
Толида (Тулида; сам. ивр. תולידה‎, дословно — «родословие») — самаритянская хроника, которая считается старейшим самаритянским историческим трудом. Написанная в основном на самаритянском иврите, местами на смеси самаритянского иврита и самаритянского диалекта арамейского языка, книга представляет собой краткое изложение самаритянской истории и династии кохенов вплоть до cредних веков.
Толида достигла своей окончательной формы в рукописи, скопированной Яковом бен Харуном в 1859 году (1276 г. по исламскому календарю) с параллельным арабским переводом. Полное название — Ха-Толида ашер митакеш бен ха-Шемарим, что переводится как «Родословная книга, которую переписали самаритяне». Данную рукопись еще называют «Хроника Нейбауэра» по имени ее первого переводчика и издателя Адольфа Нейбауэра.

## История рукописей и публикаций
Текст Толиды известен из рукописей, датированных 1797 и 1859 годами, а также ряда более поздних документов. Части текста собраны на разных языках, что вместе с содержанием говорит о том, что материал очень различен в своем происхождении и написан в разное время.
Бо́льшая часть документа была написана Элеазаром бен Амрамом из Наблуса в 1149 году (554 по исламскому календарю). Эта часть начинается с обсуждения меридиана горы Гризим, после чего идут родословные списки патриархов от Адама до Моисея, сыновей Аарона, и первосвященников от разрушения табернакля до времен самого Элеазара. Даны списки выдающихся самаритянских семей и краткие исторические заметки для контекста. Несмотря на то, что хроника собиралась в Иерусалимском королевстве, в ней не упомянуты крестоносцы, при этом упомянут захват сельджуками Рамлы в 1070—1071 году и свидетельствуется о существовании самаритянских общин в Газе и Акре. Работа была продолжена Яковом бен Измаилом в 1346 году (747 по исламскому календарю). Он добавил список юбилеев от заселения Ханаана вплоть до его времен. Дальнейшее написание продолжалось до 1859 года.
Вниманию западной науки Толида была представлена Адольфом Нейбауэром, который приобрел копию рукописи Якова бен Харуна и издал ее в 1869 году. При приготовлении текста для публикации он использовал рукопись, скопированную в 1797 году Шломо бен Тобиахом, которую ему предоставили (вероятно, самаритяне из Наблуса) «лишь на несколько часов».
По-видимому, не зная о публикации Нейбауэра, вышедшей годом ранее, Моритц Хайденхайм опубликовал собственное издание Толиды. В 1954 году Джон Боуман, утверждая, что видел рукопись «выглядящую, как древняя», опубликовал то, что считал оригинальной Толидой, не указав даты или имени переписчика. В 1977 году он опубликовал английский перевод этой рукописи. Критическое издание, основанное на самом большом количестве рукописей, принадлежит Моше Флорентину и опубликовано в 1999 году.